# Phalaenopsis sanderiana
Phalaenopsis sanderiana (можливі українські назви: фаленопсис Сандера або фаленопсис сандеріана) — епіфітна трав'яниста рослина родини орхідні.
Вид не має усталеної української назви, в українськомовних джерелах використовується наукова назва Phalaenopsis sanderiana.

## Синоніми
- Phalaenopsis alcicornis Rchb.f. 1887
- Phalaenopsis amabilis avr aphrodite subvar sanderiana (Rchb.f.) Ames 1908
- Phalaenopsis amabilis var sanderiana (Rchb.f.) Davis 1949
- Phalaenopsis aphrodite var sanderiana (Rchb.f.) Quisimb. 1941

## Природні варіації
- Phalaenopsis sanderiana f. alba Veitch 1892
- Phalaenopsis sanderiana f. marmorata Rchb.f. 1883
- Phalaenopsis sanderiana subvar.punctata Veitch
- Phalaenopsis sanderiana var. coerulea

## Історія опису іетимологія
Цей вид орхідей знайдений в 1882 р. відомим колекціонером і збирачем орхідей Карлом Ребеліном (Carl Roebelen). Рослину було відправлено Сандеру, де зацвіла в 1883 році. Друге цвітіння зареєстровано в колекції Ротшильда в 1883 році. 
 Пізніше популяція Phalaenopsis sanderiana була знайдена збирачем орхідей — Берком, що працював на фірму Вейча. 
 Вид описаний Генріхом Райхенбахом в 1882 р. У травні 1883 р. вийшла його стаття, ця орхідея була названа їм найкрасивішою з тих, що йому доводилося бачити. Перші квітучі рослини представлені на виставці в Англії отримали нагороди Королівського садівничого товариства. 

З моменту знахідки першої рослини й до наших днів Phalaenopsis sanderiana піддається наймогутнішому преслінгу з боку людини. Так перша партія орхідей цього виду (21000 рослин), зібрана Ребеліном для фірми Сандера, була майже повністю знищена налетом урагана. Нині, попри вживання спроби охорони виду, його природна популяція скорочується. 

Рослина названо на честь англійського квітникаря Сандера. 

Детальніше про історію опису в the Orchid Review 1939 [Архівовано 2 травня 2008 у Wayback Machine.].

## Біологічний опис

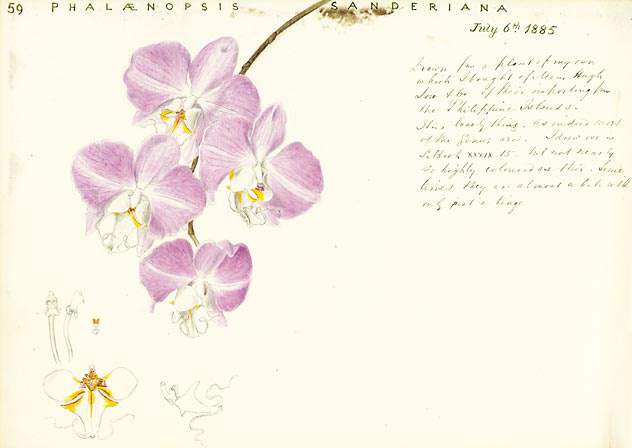
Phalaenopsis sanderiana Rchb.f. 1883

Моноподіальний епіфіт середніх розмірів. 

Стебло коротке, приховане основами 1-6 листків.
Коріння гладке, товсте, добре розвинене. 

Листя товсте, овальне, загострене на кінцях, темно-зелене з гарним малюнком попелясто-сірого кольору, довжиною 15-25 см, шириною 6-10 см. 

Квітконіс довгий, розгалужених, червоно-коричневий, несе 12-50 квіток, до 80 см в довжину. 

Квіти близько 7,5 см в діаметрі, без запаху, забарвлення пелюсток варіює біло-рожевого до рожевого. Забарвлення губи так само різноманітне. Може бути білою, жовтуватою, коричнюватої, з жовтими або червоними плямами. 
 Квіти не в'януть близько місяця, розкриваються послідовно. Цвісти може цілий рік, пік цвітіння навесні й влітку. 

У минулому через подібність кольорів Phalaenopsis sanderiana приймали за природний гібрид між Phalaenopsis aphrodite і Phalaenopsis schilleriana і за острівну форму Phalaenopsis aphrodite.

## Ареал, екологічні особливості
Острів Мінданао (Філіппіни). Ендемік. 

У місцях природного зростання сезонних температурних коливань практично немає. Цілий рік денна температура близько 29-32°С, нічна близько 21-23°С. 
 Відносна вологість повітря близько 80%. 
 Сухого сезону немає. 

Відносно рідкісний. Належить до числа видів, що охороняються (другий додаток CITES).

## У культурі
Температурна група — тепла. Для нормального цвітіння обов'язковий перепад температур день/ніч в 5-8°С. При вмісті рослин в прохолодних умовах спостерігається зупинка зростання.
Вимоги до світла: 1000–1200 FC, 10760-12919 lx.
Загальна інформація про агротехніку у статті Фаленопсис.
Активно використовується в гібридизації.

## Первиннігібриди
- Alger -aphrodite × sanderiana (Vacherot) 1930
  - Syn. Yoshino — aphrodite × sanderiana (Iwasaki) 1924
- X amphitrite — sanderiana х stuartiana (Природний гібрид) 1856
- Doc Charles — sanderiana х amboinensis (John H Miller) 1961
- Gerserana — sanderiana х sumatrana (Marcel Lecoufle) 1981
- Grand Conde — sanderiana х schilleriana (Vacherot & Lecoufle) 1929
- Hans Burgeff — sanderiana х violacea (Royal Botanical Garden Peradeniya) 1960
- Hebe — equestris х sanderiana (Veitch) 1897
- Hiroshima Sandesta — sanderiana х modesta (Masao Kobayashi) 1994
- Liliana — sanderiana х pantherina (Atmo Kolopaking) 1984
- Lokelani — cornu-cervi х sanderiana (Oscar Kirsch) 1949
- Mrs. J. H. Veitch — lueddemanniana х sanderiana (Veitch) 1899
- Nicole Dream — fuscata х sanderiana (Luc Vincent) 2002
- Ovin Hendriyanti — sanderiana х corningiana (Atmo Kolopaking) 1982
- Philisander — philippinensis х sanderiana (Marcel Lecoufle) 1993
- Purple Surprise — sanderiana х bellina (P. Lippold) 2006
- Robert W. Miller — lindenii х sanderiana (John H Miller) 1960
- San Shia Tetra — tetraspis х sanderiana (Hou Tse Liu) 2000
- Sanderfas — fasciata х sanderiana (Luc Vincent) 2004
- Sanderosa — sanderiana х venosa (Kenneth M Avant) 1989
- Sandman — mannii х sanderiana (Fredk. L. Thornton) 1967
- Sandriata — sanderiana х fimbriata (Fredk. L. Thornton) 1980
- Sunday Java — sanderiana х javanica (Hou Tse Liu) 1997
- Talisman — sanderiana х mariae (Lewis C. Vaughn) 1962
- Versailles — rimestadiana х sanderiana (Vacherot & Lecoufle) 1923